# Dammsugare

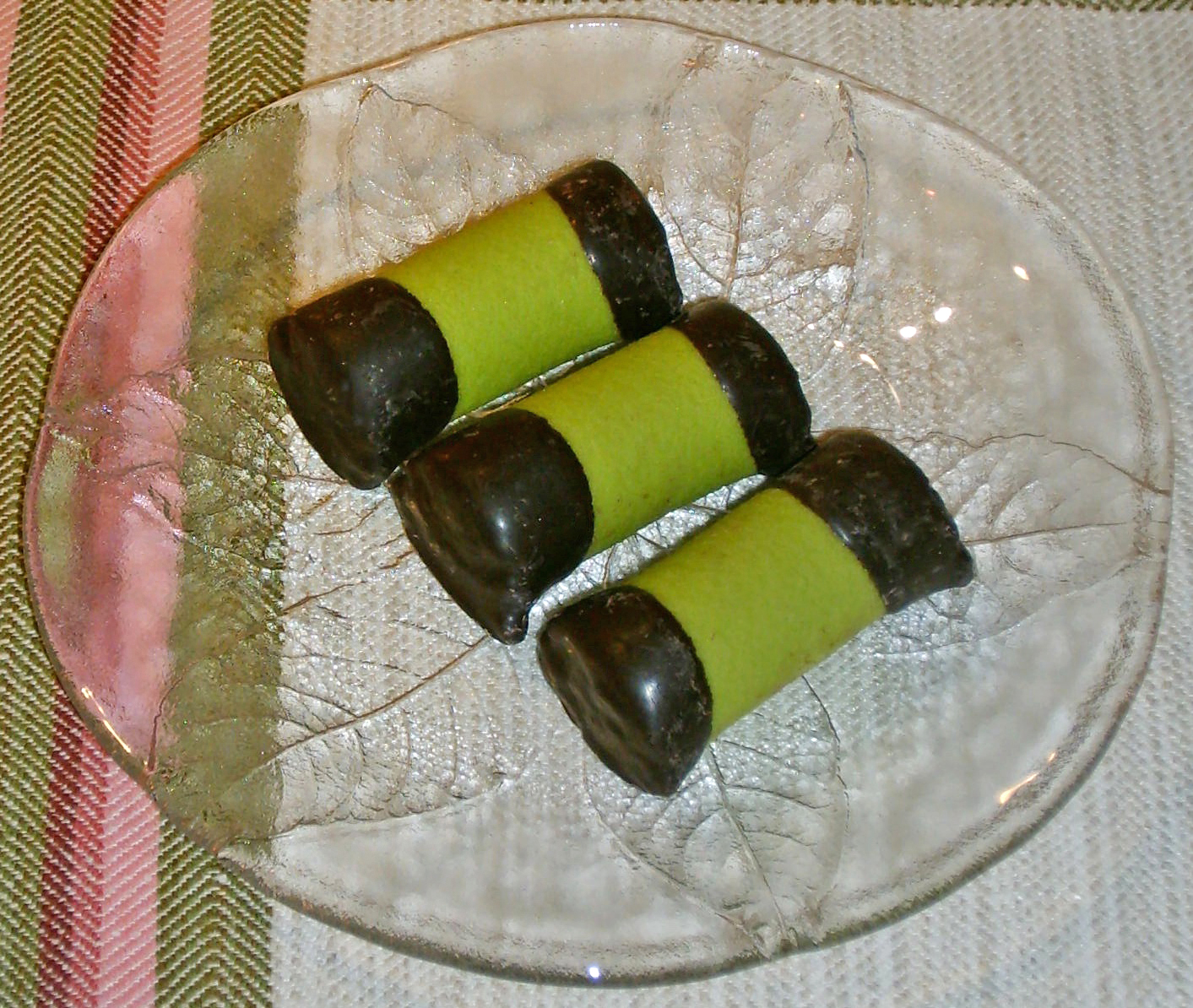
Dammsugare

Dammsugare, auch Punschrulle, ist der Name einer schwedischen Süßspeise. Dammsugare ist das schwedische Wort für Staubsauger. Der Name erklärt sich sowohl durch das an Staubsauger der 1920er-Jahre erinnernde Aussehen des Gebäcks als auch dadurch, dass die Füllung teilweise aus Kuchenresten und Krümeln besteht, die man mit einem Staubsauger einsammeln kann. Andere Bezeichnungen sind unter anderem punschrulle (Punschrolle) und 150-ohmare (da das Gebäck eine ähnliche Farbgebung wie ein 150-Ohm-Widerstand hat).
Dammsugare sind kleine grün gefärbte Rollen aus Marzipan, deren Enden mit Schokolade überzogen sind. Die Füllung besteht aus einem Teig aus zu Krümeln zerkleinerte Kekse oder Kuchen, Butter und Arrak. Der 7. März ist in Schweden der punschrullens dag (Tag der Punschrolle).
In Dänemark und den Niederlanden gibt es jeweils ähnliche Süßspeisen, die træstamme bzw. mergpijpje genannt werden.